# Cancon
Cancon – miejscowość i gmina we Francji, w regionie Nowa Akwitania, w departamencie Lot i Garonna.
Według danych na rok 1990 gminę zamieszkiwały 1324 osoby, a gęstość zaludnienia wynosiła 54 osób/km² (wśród 2290 gmin Akwitanii Cancon plasuje się na 326. miejscu pod względem liczby ludności, natomiast pod względem powierzchni na miejscu 385).